# 二五库券
二五库券，是南京国民政府为筹措军政费而最早发行的分别以江海关、津海关征收的259《关税附加税为担保的短期债券，共发行三次。

## 概述
1927年5月发行江海关二五付税国库券3000万元，月息7厘，从同年7月起分三十个月偿还。同年10月又发行江海关续发二五附税国库券4000万元，月忌8厘，本息从1928年1月起，分四十个月偿还；1928年7月发行津海关二五附税国库券900万元，月息8厘，从同年10月起分三十个月偿还。